# 中國民主黨 (1988年)
中國民主黨，是已解散的中華民國政黨，成立於1988年8月14日，是由中國民主社會黨分裂而出。

## 歷史
民社黨隨國民政府由中國大陸遷至台灣之後，積極招集台灣本地黨員，然黨內派系分立，紛爭不斷。沈朝江、江福興、謝正一等人組成中國民主社會黨黨務革新委員會，發表「革新宣言」，民社黨黨內衝突日增。1988年8月14日，革新派自行召開黨代表會議，自立黨中央，將黨部遷往台中市，民社黨正式分裂。隔日，革新派前往民社黨「建黨四十二週年紀念大會」鬧場。9月，民社黨開除革新派成員黨籍，革新派遂於9月4日舉行成立大會。
1989年，民社黨革新派向中華民國內政部申請備案，改以「中華新民主社會黨」為名，後又改名為中國民主黨。該黨成立後並未引起社會普遍注意，自然不為大眾所知；也未曾擁有任何公職。
2018年8月27日，該黨申請解散，並經內政部107年9月5日台內民字第10700646461號函予以備案。